# Maryam Şahinyan
Maryam Şahinyan (* 1911 in Sivas, Osmanisches Reich; † 1996 in Istanbul, Türkei) war eine bekannte Fotografin in der Türkei. Sie gilt als eine der ersten  Berufsfotografinnen der Türkei. Sie war armenischer Abstammung.

## Leben
Maryam Şahinyan wurde in der Şahinyan-Villa, die heute als Camlı Köşk bekannt ist, in der Stadt Sivas geboren. Ihr Großvater Agop Şahinyan Pascha war Abgeordneter von Sivas im ersten Osmanischen Parlament von 1877. Sie hatte sechs Geschwister, drei Brüder und drei Schwestern.
Im Zuge des Völkermords an den Armeniern ab 1915 musste die Familie Şahinyan über Samsun nach Istanbul fliehen und ließ dabei großen Grundbesitz zurück, wozu das Şahinyan Konağı, 5 Mehlmühlen, 30 Dörfer und zahlreiche Immobilien gehörten. Die Familie siedelte sich im Istanbuler Bezirk Harbiye an. Maryam besuchte die Armenische Esayan-Schule.
Maryam Şahinyans Vater Mihran wurde 1933 Teilhaber des Fotostudios „Foto Galatasaray“ in Beyoğlu. 1936 starb Maryams Mutter Dikranuhi. Maryam brach ihre Ausbildung am Privatgymnasium Lycée Français Sainte-Pulchérie ab, um ihrem Vater im Galatasaray-Studio auszuhelfen. Ab 1937 betrieb sie das Studio eigenständig bis 1985.
Maryam Şahinyans Geschäft wurde besonders von Frauen des Mittelstandes besucht. Sie hinterließ ein fotografisches Archiv, das aus über 200.000 Schwarz-weiß-Negativen besteht und digitalisiert wurde. Das Archiv ist öffentlich zugänglich und wurde auf mehreren Ausstellungen gezeigt. Es bietet einen Einblick in den Wandel Istanbuls. 
Şahinyan blieb ledig und hatte keine Kinder. Sie starb 1996 in ihrem Haus an der Hanımefendi-Straße in Şişli und liegt auf dem Armenischen Friedhof von Şişli begraben.